# Ортігоса-де-Пестаньйо
Ортігоса-де-Пестаньйо (ісп. Ortigosa de Pestaño) — муніципалітет в Іспанії, у складі автономної спільноти Кастилія-і-Леон, у провінції Сеговія. Населення — 96 осіб (2010).
Муніципалітет розташований на відстані близько 95 км на північний захід від Мадрида, 27 км на північний захід від Сеговії.

## Демографія
Динаміка населення (INE ):